# Panelefsiniakos B.C.
El Panelefsiniakos A.O.K. Eleusina es un club de baloncesto profesional de la ciudad de Eleusis, que milita en la A2 Ethniki, segunda categoría del baloncesto griego. Disputa sus partidos en el Elefsina Indoor Hall, con capacidad para 1100 espectadores. Los partidos importantes los juegan en el Peristeri Indoor Hall de Peristeri, con capacidad para 4.000 esoectadores.

## Historia
El club deportivo Panelefsiniakos AOK Eleusis, fue fundado en el año 1931. La sección de baloncesto del club, Panelefsiniakos BC, fue fundada en el año 1969. Panelefsiniakos BC ganó el campeonato de Segunda División griega en 2012 .
El club compitió en la A1 Ethniki, por primera vez, en la temporada 2012-13.

## Posiciones en Liga
- 2007 - (6-C)
- 2008 - (4-C)
- 2009 - (1-C)
- 2010 - (1-B)
- 2011 - (8-A2)
- 2012 - (1-A2)
- 2013 - (11-A1)
- 2014 - (12)
- 2015 - (13)

## Palmarés
- Cuampeón de la A2 Ethniki: 1

2012
- Campeón de la División B: 1

2010
- Campeón de la División C: 1

2009

## Jugadores destacados
| - Nikos Kaklamanos - Manolis Koukoulas - Nikos Liakopoulos - Spyros Magounis - Manolis Papamakarios - Nikos Papanikolaou - Nikos Papanikolopoulos - Georgios Tsiakos - Rokas Ūzas - Michael Eric - Mouhammad Faye | - Nikola Marković - Ned Cox - Callistus Eziukwu - Xavier Gibson - Rob Jones - Terrence Joyner - Harper Kamp - David Kyles - Aaric Murray - John Ofoegbu | - Nikolas Raivio - Brandis Raley-Ross - Frank Robinson - Vincent Simpson - Jamal Wilson - Nemanja Mitrović - Kurt Looby - Josh Fisher - Omondi Amoke - Larry Turner |